# Новая (Моркинский район)
Новая (мар. Усола) — деревня в Моркинском районе Республики Марий Эл. Входит в состав городского поселения Морки.

## География
Находится в юго-восточной части республики Марий Эл на расстоянии менее 1 км на запад от районного центра посёлка Морки.

## История
Известна с 1795 года как третий выселок Новый Юрт из сёл Богоявленского и Морки. В 1795 году в ней находилось 15 дворов. В 1839 году в выселке Новый Юрт имелось 28 дворов, числилось 83 души мужского пола. В 1886 году в деревне Новая (Новый Юрт) насчитывалось 46 дворов, проживали 165 человек. В 1925 года в деревне проживало 366 человек, по национальности все мари. В 1928 году числилось 70 хозяйств, в 2003 80 хозяйств. В советское время работал колхоз «Чолга».
В 2025 году в состав деревни включена деревня Куркумбал.

## Население
| 2010 |
| ---- |
| 157  |

Население составляло 168 человек (мари 93 %) в 2002 году, 157 в 2010.

## Известные уроженцы
Яранов Евгений Герасимович (род. 1950) — советский и российский художник, общественный деятель.